# Luigi Pirastu

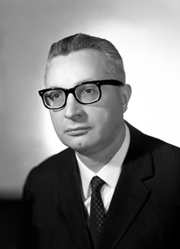
Luigi Pirastu

Luigi Pirastu (* 12. Juni 1913 in Tortolì, Provinz Ogliastra; † 28. Juli 1984 in München) war ein italienischer Politiker der Partito Comunista Italiano (PCI), der zwischen 1963 und 1972 Mitglied des Senato della Repubblica war, des Senats des italienischen Parlaments.

## Leben
Luigi Pirastu, dessen Vater Virgilio Pirastu Arzt, aber auch Bürgermeister von Tortolì war, und dessen Ehefrau Maria Contu, absolvierte nach dem Schulbesuch ein Studium der Geschichte und Philosophie. Er war als Lehrer am Gymnasium „G. Asproni“ in Nuoro sowie am Gymnasium „Dettori“ in Cagliari tätig, ehe er zwischen 1944 und 1946 stellvertretender Chefredakteur der L’Unione Sarda war, der 1889 gegründeten ältesten und am weitest verbreiteten Tageszeitung Sardiniens. 1946 wurde er Beigeordneter für öffentlichen Unterricht in Cagliari und wurde daraufhin Herausgeber der in Parma erscheinenden Zeitschrift L’eco del lavoro. Seine politische Laufbahn begann er als Mitglied des Regionalrates der Autonomen Region Sardinien (Consiglio regionale della Sardegna), der er vier Legislaturperioden lang angehörte. Er war zeitweise Beigeordneter und Vizepräsident des Regionalrates.
Pirastu wurde bei den Parlamentswahlen am 28. April 1963 für die Partito Comunista Italiano erstmals zum Mitglied des Senato della Repubblica gewählt, des Senats des italienischen Parlaments. In der vierten Legislaturperiode war er zwischen dem 16. Mai 1963 und dem 4. Juni 1968 Sekretär des Senatspräsidiums (Segretario della Presidenza del Senato). Daneben war er vom 3. Juli 1963 bis zum 4. Juni 1968 auch Mitglied des Ständigen Ausschusses für Finanzen und Schatz (5ª Commissione permanente (Finanze e tesoro)) sowie zwischen dem 16. Juli 1963 und dem 4. Juni 1968 Mitglied des Beirates für Süditalien (Giunta consultiva per il Mezzogiorno). Des Weiteren war er vom 4. Juli 1966 bis zum 4. Juni 1968 Mitglied der Parlamentarischen Kommission für Regionale Angelegenheiten (Commissione parlamentare per le questioni regionali). Bei den Parlamentswahlen am 19. Mai 1968 erfolgte seine Wiederwahl in den Senat. In der darauf folgenden fünften Legislaturperiode fungierte er zwischen dem 6. Juni 1968 und dem 24. Mai 1972 als Sekretär der PCI-Fraktion. Er war vom 5. Juli 1968 bis zum 30. September 1971 weiterhin Mitglied des Ständigen Ausschusses für Finanzen und Schatz sowie im Anschluss zwischen dem 1. Oktober 1971 und dem 24. Mai 1972 Mitglied des Ständigen Ausschusses für den Haushalt (5ª Commissione permanente (Bilancio)). Daneben war er vom 24. Juli 1968 bis zum 30. September auch wieder Mitglied des Beirates für Süditalien sowie zwischen dem 19. November 1970 und dem 24. Mai 1972 Mitglied der Regulierungsrates (Giunta per il regolamento). Bei den Parlamentswahlen am 7. Mai 1972 kandidierte er nicht erneut und schied am 24. Mai 1972 aus dem Senat aus.
Sein jüngerer Bruder Ignazio Pirastu (1921–2011) war für die PCI zwischen 1953 und 1972 Mitglied der Abgeordnetenkammer (Camera dei deputati) sowie von 1972 bis 1976 ebenfalls Senator.